# ماجراهای کاپیتان هانسن
ماجراهای کاپیتان هانسن (انگلیسی: The Adventures of Captain Hansen) یک فیلم است که در سال ۱۹۱۷ منتشر شد.